# محارة جناحية باسيفيكية
محارة جناحية باسيفيكية (الاسم العلمي: Pteria sterna) (بالإنجليزية: Pacific wing-oyster)‏ هي نوع من الحيوانات تتبع جنس المحارة الجناحية من فصيلة المحارات الجناحية.